# Hook (catch)
Pour les articles homonymes, voir Hook.
Tyler Cole Senerchia (né le 4 mai 1999 à Massapequa (New York)) est un catcheur (lutteur professionnel) américain. Il travaille actuellement à la All Elite Wrestling, sous le nom d'HOOK.
Il est le fils de l'ancien catcheur et actuel commentateur de la fédération, Taz.

## Carrière de catcheur

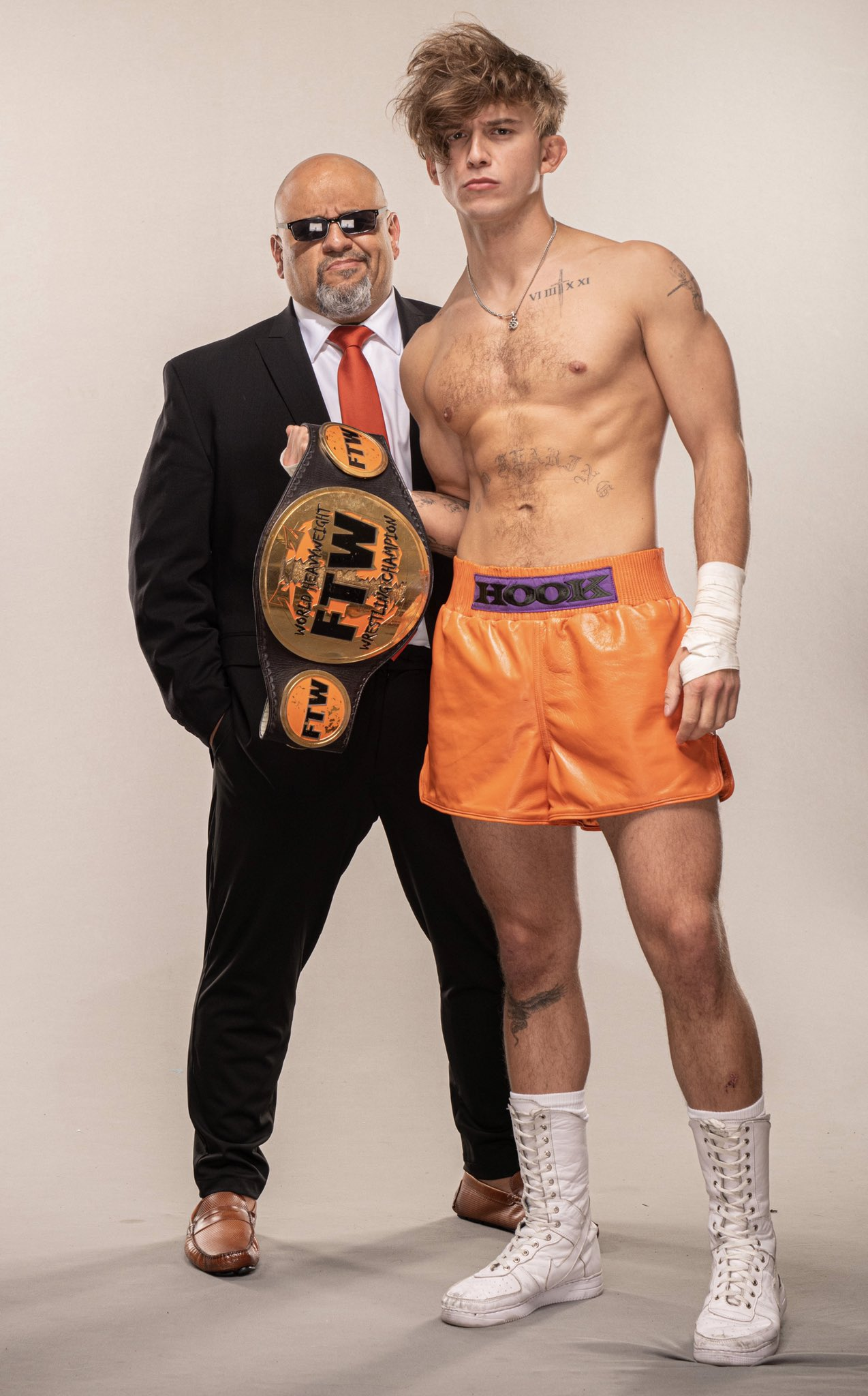
Hook, champion FTW avec son père Taz.

### All Elite Wrestling (2020-...)

#### Débuts et triple champion FTW (2020-2024)
Le 25 novembre 2020 à Dynamite, il fait ses débuts à la All Elite Wrestling en tant que Heel, où il rejoint officiellement le clan de son père, la Team Taz, avec Brian Cage, Ricky Starks et Powerhouse Hobbs. 
Le 8 décembre 2021 à Rampage, il dispute son premier match et bat Fuego Del Sol par soumission. Trois jours plus tard, il signe officiellement avec la compagnie.
Le 6 mars 2022 lors du pré-show à Revolution, il bat QT Marshall par soumission en 5 minutes.
Le 11 mai à Dynamite, après la victoire de Tony Nese sur Danhausen, il effectue un Face Turn, car il vient en aide au second et lui serre la main. Le 29 mai lors du pré-show à Double or Nothing, les deux catcheurs battent Mark Sterling et Tony Nese.  
Le 27 juillet à Fight for the Fallen, il devient le nouveau champion poids-lourds FTW en battant Ricky Starks par soumission, remporte le titre pour la première fois de sa carrière et son premier titre personnel.
Le 11 janvier 2023 à Dynamite, il forme officiellement une alliance avec "Jungle Boy" Jack Perry et ensemble, les deux catcheurs battent The Firm (Big Bill et Lee Moriarty). 
Le 25 juin à Forbidden Door, il accompagne son partenaire et assiste à sa défaite contre Sanada pour le titre mondial poids-lourds de la IWGP. Après le combat, alors qu'il le soutient, celui-ci effectue un Heel Turn en lui portant une Lariat, ce qui met fin à leur alliance.
Le 19 juillet à Dynamite: Blood & Guts, il ne conserve pas son titre, battu par son ancien camarade, ce qui met fin à un règne de 357 jours. De ce fait, il subit également sa première défaite. Le 27 août lors du pré-show à All In, il redevient champion FTW, pour la seconde fois, en prenant sa revanche sur son même adversaire.
Le 30 décembre lors du pré-show à Worlds End, il conserve son titre en battant Wheeler Yuta par soumission.
Le 5 mars 2024 à 'Revolution, il ne devient pas aspirant no 1 au titre mondial, battu par Wardlow dans un 8-Man All Star Scramble match. 
Le 21 avril à Dynasty, il ne conserve pas sa ceinture, battu par Chris Jericho, ce qui met fin à un règne de 238 jours, et subit sa seconde défaite.

## Palmarès
- All Elite Wrestling
  - 3 fois champion poids-lourds FTW

## Récompenses des magazines
- Pro Wrestling Illustrated

| Année | 2022 | 2023 | 2024 |
| ----- | ---- | ---- | ---- |
| Rang  | 124  | 103  | 83   |